# BIRTHDAY (くるりの曲)
「BIRTHDAY」（バースデイ）は、ロックバンド、くるりの14枚目のシングル。2005年2月23日発売。発売元はSPEEDSTAR RECORDS。くるりの6thアルバムである『NIKKI』に収録されている。

## 概要
ドラムス担当であったクリストファー・マグワイアが2004年11月に脱退してからはじめて発表された楽曲。前作の「ロックンロール」からちょうど1年ぶりに発売されたシングルでもある。
前作のストレートなロックサウンドから、岸田が以前から愛聴していたザ・フーやビートルズなど1960年代のロックに接近した曲。楽曲を支えるベースのサウンドと中盤のコーラスが特徴。サポートメンバーにドラマーの臺太郎、コーラスにイノトモを迎えてレコーディングされた。「単純な曲のようで実はくるりの曲の中では1、2位を争うぐらい演奏難易度が高い曲」と岸田は語っている。プロモーションビデオの最後の方に出ている女性は市川実日子である。
初回限定盤にはJ-WAVEの『VIVA! ACCESS "VIVA! LIVE"』で演奏された「水中モーター」が収録されている。くるり初のライブ音源である。このライブテイクはベースの佐藤征史がボーカルをとっている数少ない曲である（ボコーダーの部分は岸田）。ジャケットはケーキに顔を突っ込んだ岸田の写真。
歌詞カードのクレジットにはマグワイアへの賛辞が記されている。

## 収録曲
全曲作詞・作曲：岸田繁、編曲：くるり、堀江博久、臺太郎
1. BIRTHDAY
2. 真夏の雨
3. 水中モーター (Live at Zepp Tokyo, Nov. 20 2004) （初回限定盤のみ）